# Fortino di Lenlon
Il fortino di Lenlon (Fort de Lenlon in lingua francese) è una fortezza francese.

## Storia
Il forte venne eretto tra il 1891 e il 1893 per appoggiare da una quota più elevata il vicino Forte dell'Olive. La sua funzione era quella di osservazione (data l'alta quota e la posizione prominente) e in generale il supporto al Fort de l’Olive per il blocco della Val Clarea. L'opera faceva parte del Secteur fortifié du Dauphiné della Linea Maginot sud-est, e più precisamente del sotto-settore denominato "Haute Clarée-Guisane".  Dopo la fine della II Guerra Mondiale l'edificio venne utilizzato da un pastore. Può essere visitato dall'esterno mentre il suo interno non è in genere accessibile ai visitatori.

## Caratteristiche

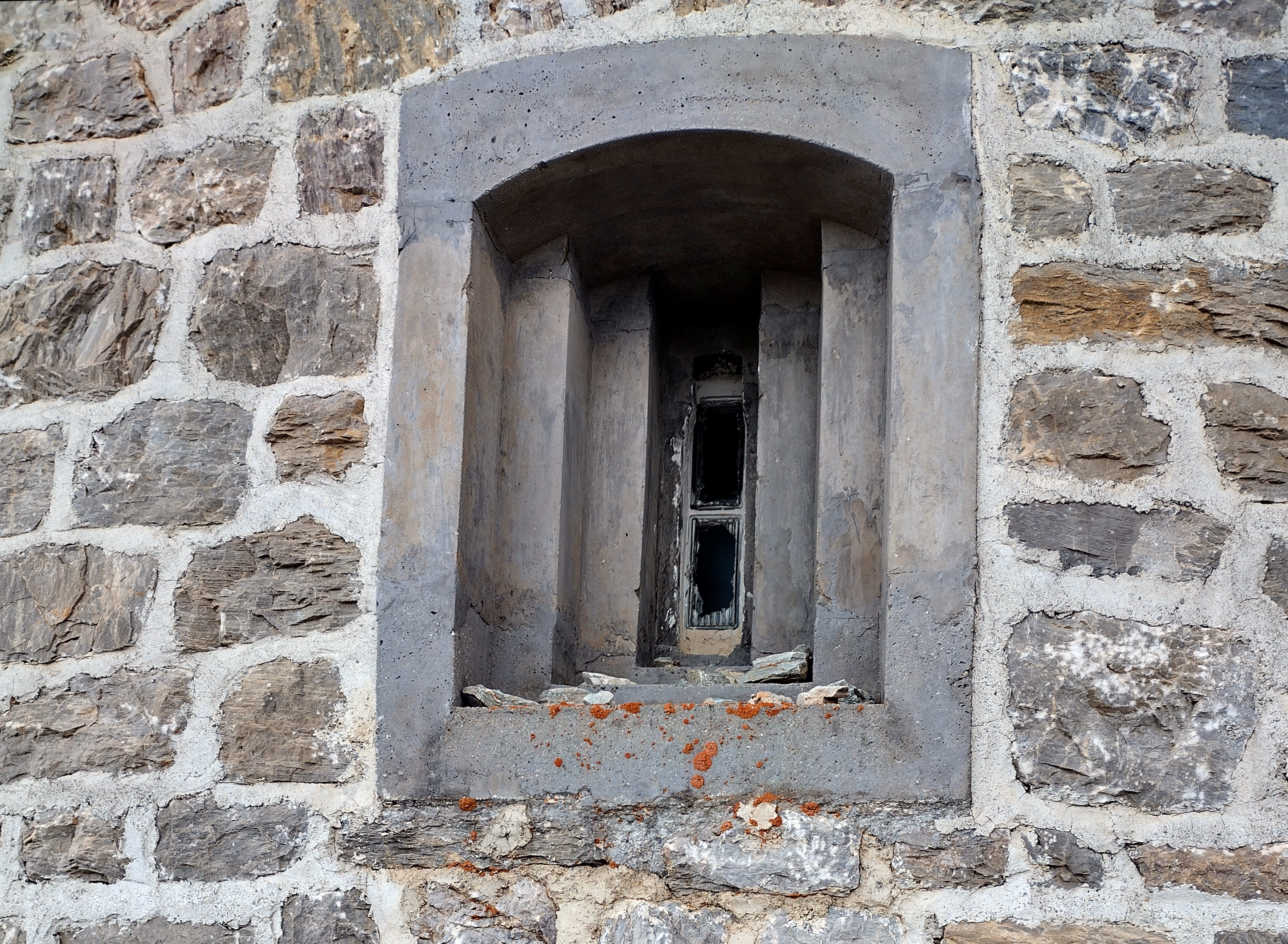
Dettaglio di una feritoia

Il forte è di forma semicircolare con la convessità rivolta a sud-est e una appendice sul retro. Si trova in comune di Névache a quota 2502, in cima al dosso erboso-detritico con il quale culmina la Crête de Lenlon. L'edificio conta due piani fuori terra, con il tetto piano contornato da un parapetto e non ricoperto, come altre fortificazioni della zona, da uno strato di terra con funzione protettiva. Il fortino è circondato da una massiccia cancellata metallica ed è dotato da aperture con strette feritoie. Poteva ospitare quaranta militari per piano, per un totale di un'ottantina di persone. Il forte è anche noto come Boyard des montagne,  per la sua somiglianza con il Fort Boyard. Nei pressi si trovano alcune polveriere sotterranee; rotabili sterrate lo collegano con il Colle del Granon e con il sottostante Fort de l'Olive. La sua difesa era assicurata da fucilieri, e non erano presenti armamenti pesanti.

## Escursionismo

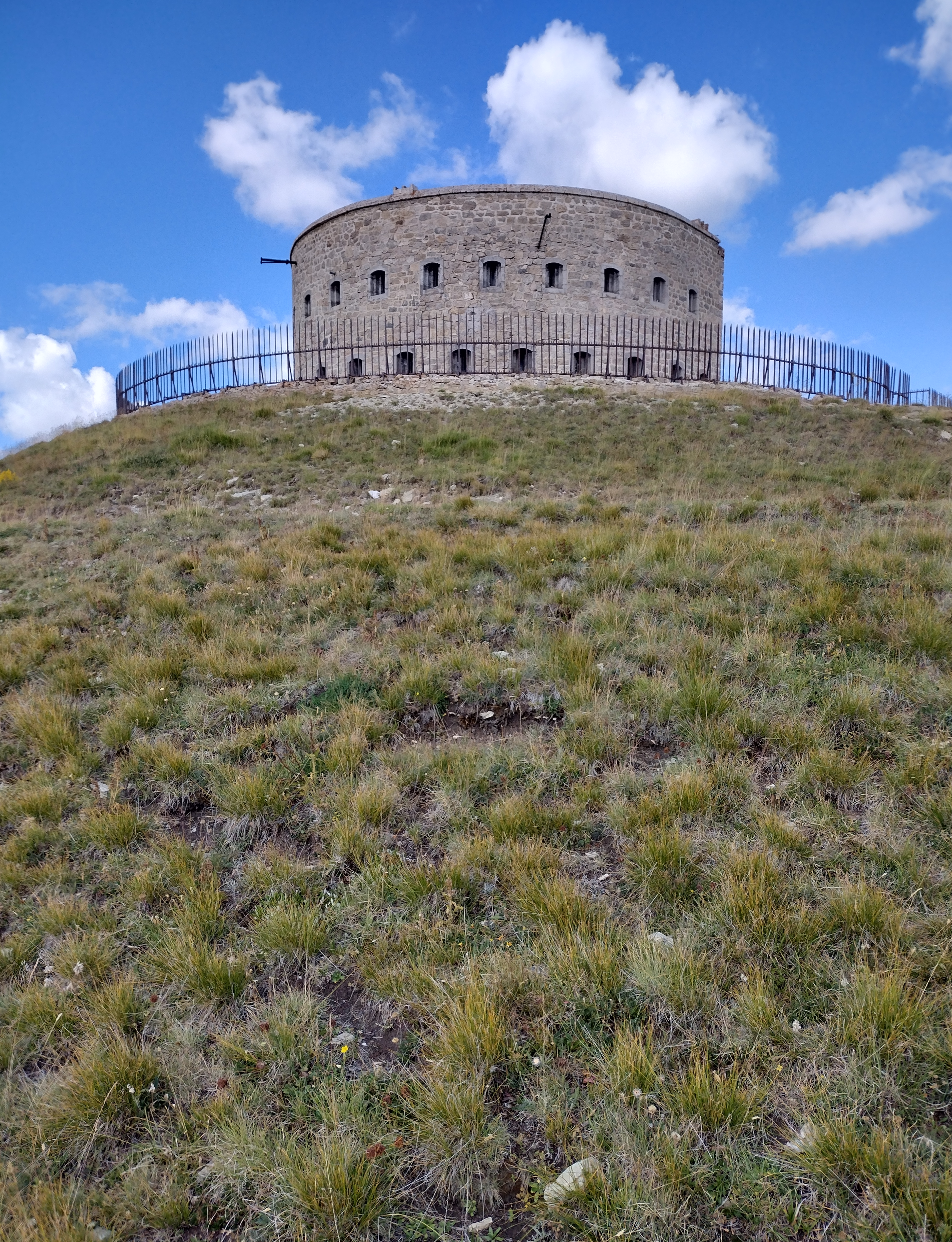
Il forte sulla cima della Crête de Lenlon

Si può accedere al forte a piedi con partenza da Plampinet (Névache), transitando prima per il Forte dell'Olive, o anche  in mountain bike con partenza dal Colle del Granon. La salita invernale al forte da Plampinet è anche una escursione sci alpinistica piuttosto impegnativa.

## Cartografia
- Cartografia ufficiale francese, Institut géographique national.